# Cornelis Soeteman
Cornelis Soeteman (Rotterdam, 19 juli 1912 - Oegstgeest, 11 november 2005) was een Nederlands taal- en letterkundige. Hij specialiseerde zich in de Duitse taal. Als hoogleraar Duitse taalkunde was hij verbonden aan de Universiteit Leiden.

## Biografie
Soeteman werd geboren op 19 juli 1912 in Rotterdam als zoon van een kolenhandelaar. Hij bracht zijn middelbareschooltijd door aan het Maerlant Lyceum, waarna hij in 1930 het eindexamen voor het gymnasium voltooide. Daarna begon hij aan een studie Duitse taal- en letterkunde aan de Rijksuniversiteit Groningen, waarna hij in 1936 zijn doctoraal behaalde. Daarna startte hij een promotietraject onder Johannes Marie Neele Kapteyn. Tegelijkertijd probeerde hij het vak van docent onder de knie te krijgen. Hij promoveerde in 1939 aan de Rijksuniversiteit Groningen op het proefschrift Untersuchungen zur Übersetzungstechnik Otfrid von Weiszenburgs. Zijn proefschrift ging over de vertaaltechniek van de auteur Otfrid von Weissenburg.
In 1940 werd hij aangesteld als docent Duits aan het gymnasium in Delft en het jaar erop als docent Duits aan het Maerlant Lyceum in Den Haag. Nadien is hij tot en met 1965 docent Duits geweest bij diverse scholen en heeft deze functie ook een tijdlang gecombineerd met zijn functie als hoogleraar. In 1957 werd hij benoemd tot buitengewoon hoogleraar Duitse taalkunde aan de Universiteit Leiden. Twee jaar later, in 1959, werd dit hoogleraarschap omgezet in een gewoon hoogleraarschap. Tijdens zijn hoogleraarschap besteedde hij vooral veel tijd aan het geven van colleges. Deze colleges hadden onder andere betrekking op de historische taalkunde, maar hij zette zich er ook voor in om meer eigentijdse ontwikkelingen te verwerken in zijn colleges.
Gedurende de jaren zestig is hij zich meer gaan richten op bestuurswerkzaamheden. Zo was hij in het studiejaar 1962/1963 de vicedecaan van de Faculteit der Letteren. Het studiejaar erop was hij decaan aan diezelfde faculteit. In de periode 1969/1970 was hij vicerector van de Universiteit Leiden en van 1970/1971 vervulde hij de functie van rector magnificus. Uiteindelijk ging hij in 1976 met emeritaat. In 2005 kwam hij te overlijden.
Tijdens zijn leven heeft Soeteman meerdere malen erkenning gekregen voor zijn werk. In 1969 ontving hij de Goethe-Medaille, uitgereikt door het Goethe-Institut in München. Twee jaar later ontving hij het Große Verdienstkreuz der Bundesrepublik Deutschland. In 1976 is hij benoemd tot Ridder in de Orde van de Nederlandse Leeuw.

## Publicaties (selectie)
- C. Soeteman (1978). Een eeuw Nederlandse germanistiek: afscheidscollege aan de Rijksuniversiteit te Leiden op 9 juni 1978, Leiden Universitaire Pers (afscheidscollege)
- C. Soeteman (1974). Deutsche Sprache und Literatur an den niederländischen Universitäten
- C. Soeteman (1971). Elke tijd heeft de universiteit die hij verdient, Leiden (diesrede)
- C. Soeteman (1957). Dichtung; enkele beschouwingen over vorm en betekenis van een Duits zelfstandig naamwoord, Wolters Noordhof (oratie)
- C. Soeteman (1939). Untersuchungen zur Übersetzungstechnik Otfrid von Weiszenburgs, Groningen (proefschrift)